# Optași
Optași – wieś w Rumunii, w okręgu Aluta, w gminie Optași-Măgura. W 2011 roku liczyła 1247 mieszkańców.